# Лоут
Лоут (Ловут, Ловуть, Суло) — озеро в западной части Республики Карелия.

## Общие сведения
Котловина ледниково-тектонического происхождения.
Озеро вытянуто с севера на юг. Берега низкие, каменистые, покрыты смешанным лесом. На озере 8 островов общей площадью 0,3 км².
Основной приток осуществляется водами лесных ручьёв. Сток — в Мустаозеро, которое протокой соединяется с озером Сула.
Дно в основном покрыто зелёными илистыми отложениями, у берегов преобладают каменисто-песчаные грунты. Высшая водная растительность представлена тростником в заливах.
В озере обитают ряпушка, щука, окунь, сиг, лещ, плотва, налим.